# Twin Peaks (2017)
A Twin Peaks harmadik évada, más néven Twin Peaks (2017) egy amerikai misztikus horror-drámasorozat, melyet Mark Frost és David Lynch készített és utóbbi rendezett. Az 1990-91-es azonos című ABC-sorozat folytatása. Lynch és Frost éveken keresztül gondolta ki és írta meg a limitált sorozat forgatókönyvét, mely 18 részből áll, és a Showtime mutatta be 2017. május 21-én. A szereplőgárda számos visszatérő és új színészből áll, a főszereplő Kyle MacLachlan.
A cselekmény több mint 25 évvel az eredeti sorozat cselekménye után, 2016-ban játszódik több szálon, melyek Dale Cooper különleges FBI-ügynök eltűnéséhez vezethetők vissza. Helyszínként szolgál a fiktív Washington állambeli Twin Peaks, valamint Las Vegas, Dél-Dakota, Philadelphia és Új-Mexikó. A Showtime elnöke, David Nevins szerint a történet középpontjában Cooper ügynök Odüsszeia-szerű kalandozása áll, aminek célja, hogy visszajusson Twin Peaksbe.
A sorozatot kritikai elismerés érte, dicsérték a szokatlan narratívát és a szerkezetét, vizuális világát és a színészek játékát. Többek között a Rolling Stone, a The Washington Post és az Esquire 2017 legjobb televíziós sorozatának nevezte.

## Cselekmény
|  | Alább a cselekmény részletei következnek! |

Miután Dale Cooper különleges FBI-ügynök 1989 márciusában csapdába esett a Fekete–barlangban, több mint 25 évvel később, 2016-ban végre sikerül kiszabadulnia onnan, azonban útját számos természetfeletti bonyodalom nehezíti meg, mielőtt a valóságba jutna. Eközben a gyilkos BOB által megszállt alteregója, Mr. C a való világban szabad ámokfutása mellett tervet állít fel, amivel megakadályozza, hogy saját maga visszakerüljön a barlangba.
A Twin Peaks Seriffhivatal tagjai Margaret Lanterman, a tuskóhölgy által sugallt nyomok alapján előveszik a 25 éve meggyilkolt Laura Palmer ügyét. Számos dél-dakotai esemény, köztük egy helyi könyvtáros brutális meggyilkolása és egy ismeretlen férfi rejtélyes holtteste felkelti az FBI igazgatóhelyettesének, Gordon Cole-nak és kollégáinak a figyelmét.
2016. szeptember 25-én délután 2:53-kor (MST, UTC–07:00) Mr. C autóbalesetet szenved, mivel vonakodik visszatérni a barlangba, majd egy dél-dakotai szövetségi börtönbe kerül, miután tévesen az évek óta eltűnt Dale Cooper különleges ügynökként azonosítják. Eközben Las Vegasban Dougie Jones, Cooper Mr. C által létrehozott hasonmása rosszul lesz, a Fekete–barlangba kerül, ahol megsemmisül. Helyére Dale Cooper kerül, akit mindenki Dougie-nak hisz, de katatón állapota miatt nem képes tisztázni a helyzetet.
2016. szeptember 27-én Gordon Cole, Albert Rosenfield és Tamara Preston ügynökök meglátogatják az előkerült Coopert, azonban úgy érzik, valami nem stimmel vele. Másnap felveszik a kapcsolatot az ügynök korábbi asszisztensével, Diane Evansszel, aki vonakodva beleegyezik, hogy megállapítsa, vajon a börtönben ülő férfi ugyanaz-e, akit ők korábban ismertek. Eközben a második gyilkossági kísérlet is meghiúsul a Dougie-ként ismert Cooper ellen, és a gyilkost letartóztatják.
2016. szeptember 29-én Cole, Rosenfield és Preston meglátogatják a Buckhornban talált titokzatos fejetlen holttestet, akit Garland Briggs őrnagyként azonosítanak, viszont a holttest egy negyvenes éveiben járó férfié, míg az őrnagy életkora 70-en felül lenne, és a hatóságok tudomása szerint korábban elhunyt egy tűzesetben. Tammy Preston ügynök kihallgatja a gyilkosság gyanúsítottját, a köztiszteletben álló William Hastings iskolaigazgatót. Eközben Twin Peaksben Frank Truman seriff, Sólyom és Bobby Briggs meglátogatja az utóbbi édesanyját, Bettyt, aki egy fémkapszulát ad át nekik, és megemlíti, hogy az őrnagy megjósolta ezt a látogatást.
2016. szeptember 30-án az FBI-ügynökök Dave Macklay nyomozó és William Hastings társaságában ellátogatnak az utóbbi által említett helyszínre. Itt rátalálnak Ruth Davenport, a helyi könyvtáros fej nélküli holttestére, Cole majdnem egy másik dimenzióba kerül, valamint Hastings koponyája rejtélyesen szétrobban. Este az FBI-ügynökök gyűlést tartanak, amibe Diane-t is bevonják, aki Ruth Davenport holttestén talált koordinátákra rákeres a telefonján, így megtudja, hogy azok Twin Peaksbe vezetnek. Eközben Mr. C meglátogatja Phillip Jeffriest, akitől koordinátákat kap.
2016. október 1-jén Truman seriff tájékoztatja Gordon Cole-t a lapokról, amiket Laura Palmer titkos naplójából téptek ki, és rejtettek el. Diane mesél Las Vegasban élő testvéréről, Janey-E Jonesról és a férjéről, Douglas Jonesról, akit Cole felkerestet, majd az ügynök mesél álmáról, amiben Monica Bellucci emlékeztette Phillip Jeffries 1989-es újrafeltűnésére. Eközben Truman seriff helyetteseivel, Sólyommal, Bobby Briggsszel és Andy Brennannel meglátogatják a fémkapszula által írt helyszínt, ahol egy meztelen, szem nélküli nőt találnak, és Brennan azt a sugallatot kapja, hogy a nőt biztonságos helyre kell vinniük, mert valaki holtan akarja látni. Este, miközben Dale Cooper az Alkony sugárút című filmet nézi, meghallja Gordon Cole nevét, ami arra készteti, hogy önmagát agyoncsapva villáját a konnektorba dugja, melynek következtében kómába kerül.
2016. október 2-án hajnalban Mr. C megérkezik a helyre, ahova Ray Monroe és Phillip Jeffries által adott koordináták vezettek, de az csapdának bizonyul, így Twin Peaksbe tart. Dale Cooper felébred a kómából, és a Mitchum-fivérek segítségével elindul Twin Peaksbe. Eközben Diane a Mr. C-től kapott üzenet miatt elmeséli az FBI-ügynököknek, mi történt, amikor Cooper évekkel ezelőtt meglátogatta, majd egy előránt egy revolvert, azonban Albert Rosenfield és Tammy Preston hamararabb cselekednek. Diane a lövés hatására elillan, majd az ügynökök is Twin Peaksbe veszik az irányt. Miután Mr. C megérkezett Twin Peaksbe, Andy, mivel Cooper ügynöknek hiszi, beinvitálja a seriffhivatalba, azonban a seriffet értesíti a valódi Dale Cooper, hogy pár perc múlva érkezik. Mr. C-t lövés éri, mikor éppen lelőné Truman seriffet a gyanakvást érzékelve, azonban ennek hatására favágók seregei jelennek meg, akik BOB szellemét emelik ki a mellkasából. A BOB-ot tartalmazó gömb megtámadja Coopert, azonban Freddie Sykes a kesztyűjével szétzúzza. Az FBI-ügynököktől kezdve a seriffhivatalban dolgozókon át a Mitchum-fivérekig mindenki felbukkan a helyszínen a szem nélküli lányt, Naidót is beleértve, aki hamarosan felfedheti valódi kilétét, Diane-t.
Cooper, Cole és Diane elindulnak a Great Northern Hotel pincéjében lévő ajtóhoz, amit Cooper az 1989-es hotelszobakulcsával kinyit, amin egyedül belép. MIKE iránymutatása után Phillip Jeffrieshez érkezik, akit arra kér, hogy juttassa 1989. február 23-ra. Jeffries megjegyzi, hogy ott fogja megtalálni Judyt.
Cooper 1989. február 23-án 21:00 után megjelenik az erdőben a Sparkwoodi út közelében. Laura ekkor kiszökik a házból, és találkozik James Hurley-vel. Igyekszik megérteni a lány kétségbeesését, azonban Laura sértegeti és szakít vele, majd követeli, hogy vigye haza. Közben Laura meglátja Coopert, és James számára érthetetlen okból felsikít. A Sparkwoodi és a 21-es út kereszteződésénél a lány leugrik a motorról, majd az erdőbe rohan, hogy találkozzon Ronette Pulaskival, Jacques Renault-val és Leo Johnsonnal. Laura azonban nem vesz részt az orgiában, mert útközben Cooper megállítja. Az időutazó ügynök azt mondja a lánynak, „hazamegyünk”, így ezzel megakadályozza a halálát, azonban Laura vérfagyasztó sikítás után eltűnik. Másnap Pete Martell horgászni megy, azonban nem talál holttestet.
Dale Cooper kijut a Fekete–barlangból, aminek a kijáratánál Diane vár rá. Pontosan 430 mérföldet utaznak, ahol átkelnek egy átjárón. Cooper Diane nélkül (avagy Richard Linda nélkül) Odessába veszi az irányt, hogy felkeressen egy pincérnőt, Carrie Page-et. Cooper Carrie-vel együtt Twin Peaksbe utazik, és megérkeznek a Palmer-ház elé, azonban a nő nem ismeri fel. Váratlanul egy idegen nő nyit ajtót, aki Alice Tremondként mutatkozik be, és állítása szerint a házat egy bizonyos Mrs. Chalfonttól vásárolta. Cooper meghökkenten távozik a háztól, majd megkérdezi: „Milyen évet írunk?”
Carrie a ház felé fordul, és Sarah Palmert hallja Laura nevét kiáltani. Vérfagyasztó sikításba kezd, végül a korábbi Palmer-házban kialszanak a fények.
|  | Itt a vége a cselekmény részletezésének! |

## Epizódok
| Sor. | Év. | Cím | Rendező     | Író                       | Premier                               |
| ---- | --- | --- | ----------- | ------------------------- | ------------------------------------- |
| 31.  | 1.  | 1. epizód – A tuskómnak üzenete van számodra (Part 1 – My Log Has a Message for You)                                   | David Lynch | Mark Frost és David Lynch | 2017. május 21. 2017. október 21.     |
| 32.  | 2.  | 2. epizód – Keringenek a csillagok, és eljön a megfelelő pillanat (Part 2 – The Stars Turn and a Time Presents Itself) | David Lynch | Mark Frost és David Lynch | 2017. május 21. 2017. október 21.     |
| 33.  | 3.  | 3. epizód – Hívj segítséget! (Part 3 – Call for Help)                                                                  | David Lynch | Mark Frost és David Lynch | 2017. május 28. 2017. október 21.     |
| 34.  | 4.  | 4. epizód – Előtörtek a régi emlékek (Part 4 – ...Brings Back Some Memories)                                           | David Lynch | Mark Frost és David Lynch | 2017. május 28. 2017. október 21.     |
| 35.  | 5.  | 5. epizód – Akták (Part 5 – Case Files)                                                                                | David Lynch | Mark Frost és David Lynch | 2017. június 4. 2017. október 22.     |
| 36.  | 6.  | 6. epizód – Ne halj meg! (Part 6 – Don't Die)                                                                          | David Lynch | Mark Frost és David Lynch | 2017. június 11. 2017. október 22.    |
| 37.  | 7.  | 7. epizód – De még micsoda holttest! (Part 7 – There's a Body All Right)                                               | David Lynch | Mark Frost és David Lynch | 2017. június 18. 2017. október 22.    |
| 38.  | 8.  | 8. epizód – Van tüze? (Part 8 – Gotta Light?)                                                                          | David Lynch | Mark Frost és David Lynch | 2017. június 25. 2017. október 22.    |
| 39.  | 9.  | 9. epizód – Ez az a szék (Part 9 – This Is the Chair)                                                                  | David Lynch | Mark Frost és David Lynch | 2017. július 9. 2017. október 22.     |
| 40.  | 10. | 10. epizód – Laura a kulcs (Part 10 – Laura Is the One)                                                                | David Lynch | Mark Frost és David Lynch | 2017. július 16. 2017. október 28.    |
| 41.  | 11. | 11. epizód – Tűz vár rád ott, ahová tartasz (Part 11 – There's Fire Where You Are Going)                               | David Lynch | Mark Frost és David Lynch | 2017. július 23. 2017. október 28.    |
| 42.  | 12. | 12. epizód – Csapjunk bele! (Part 12 – Let's Rock)                                                                     | David Lynch | Mark Frost és David Lynch | 2017. július 30. 2017. október 28.    |
| 43.  | 13. | 13. epizód – Miféle mese az enyém, Charlie? (Part 13 – What Story is That, Charlie?)                                   | David Lynch | Mark Frost és David Lynch | 2017. augusztus 6. 2017. október 28.  |
| 44.  | 14. | 14. epizód – Olyanok vagyunk, mint az álmodó (Part 14 – We Are Like the Dreamer)                                       | David Lynch | Mark Frost és David Lynch | 2017. augusztus 13. 2017. október 29. |
| 45.  | 15. | 15. epizód – De mégis félek attól, ami most következik (Part 15 – There's Some Fear in Letting Go)                     | David Lynch | Mark Frost és David Lynch | 2017. augusztus 20. 2017. október 29. |
| 46.  | 16. | 16. epizód – Kopogás nélkül (Part 16 – No Knock, No Doorbell)                                                          | David Lynch | Mark Frost és David Lynch | 2017. augusztus 27. 2017. október 29. |
| 47.  | 17. | 17. epizód – A jövőt a múlt szabja meg (Part 17 – The Past Dictates the Future)                                        | David Lynch | Mark Frost és David Lynch | 2017. szeptember 3. 2017. október 29. |
| 48.  | 18. | 18. epizód – Önt hogy hívják? (Part 18 – What Is Your Name?)                                                           | David Lynch | Mark Frost és David Lynch | 2017. szeptember 3. 2017. október 29. |

## Gyártás

### Háttértörténet
A Twin Peaks című amerikai drámasorozatot Mark Frost és David Lynch alkotta, először 1990. április 8-án került adásba az ABC-n. 1990 egyik legsikeresebb sorozata volt, azonban a csökkenő nézettség miatt 1991-ben elkaszálták a második évad után. A következő években a Twin Peakset minden idők legjobb televíziós drámasorozatai közé sorolták. David Lynch rendezésével 1992-ben kiadtak egy előzményfilmet Twin Peaks – Tűz, jöjj velem! címmel. Lynch további két filmet tervezett, mellyel lezárta volna a cselekményt, de 2001-ben azt nyilatkozta, a Twin Peaksben egy szikra élet sincsen.
2007-ben egy Matt Haley nevű művész a sorozatot képregény formájában kezdte volna folytatni, és remélte, hogy szerepelhet a teljes Twin Peaks DVD-kiadásán. A sorozat producere, Robert Engels beleegyezett, hogy segít a képregény írásában, amennyiben Lynch és Frost jóváhagyja a projektet. Haley azt nyilatkozta, hogy Engelsszel számos alkalommal tárgyaltak a cselekményről. Felhasználta volna a jegyzeteket, amiket Lynch és Frost készített az esetleges harmadik évadra. Szerette volna, hogy a képregény egy tényleges harmadik évadnak számítson. A Paramount Home Entertainment beleegyezett, hogy a képregényt mellékeljék a teljes sorozat DVD-kiadásához, ha Lynch és Frost is támogatja. Ugyan Frost jóváhagyta a projektet, Lynch megvétózta, ugyanis nem szerette volna folytatni a Twin Peaks cselekményét, ezzel ellentétben tisztelte Haley törekvését.
2013-ban a Lynch lánya, Jennifer Lynch (aki a Laura Palmer titkos naplója/Ki ölte meg Laura Palmert? szerzője) és Frost cáfolta a híresztelést, miszerint a Twin Peaks visszatér a képernyőkre. Ray Wise, a sorozat egyik színésze felidézte, mit mondott Lynch az esetleges folytatásról: „Nos, Ray, tudod, a város még mindig fennáll. Szerintem el is látogathatunk újra oda. Természetesen [a karaktered] még mindig halott… bár ezen lehet egy kicsit munkálkodni.”
2014 januárjában Lynch egy rövidfilmet rendezett, melyet a Twin Peaks: The Complete Mystery című Blu-Ray-kiadáshoz mellékeltek. 2014 szeptemberében Lynch megválaszolt egy Twin Peaksszel kapcsolatos kérdést a Lucca Filmfesztiválon, mondván az egy fogós kérdés, és mindig van rá lehetőség, csak várni kell és majd meglátjuk.

### Bejelentés
2014. október 6-án a Showtime bejelentett egy kilencrészes minisorozatot, melyet Lynch és Frost ír, előbbi rendez. Frost kihangsúlyozta, hogy az új széria nem egy remake vagy újraindítás lesz, hanem az eredeti sorozat folytatása. Az epizódok a jelenünkben játszódnak, a cselekményben fontos szerepet tölt be az elmúlt 25 év. Arra a kérdésre, hogy a minisorozat önálló vagy folytatható lesz-e, Frost azt válaszolta, hogyha jól érzik magukat a készítés közben, mindenkinek tetszik, és úgy döntenek, van több hely, folytatni is lehet.
2015 márciusában Lynch kifejezte a produkcióval kapcsolatos kételkedését komplikációkra hivatkozva. A Showtime megerősítette, hogy a sorozat halad, valamint nyilatkozta, hogy Lynchcsel a gyártást készítik elő, semmi gond nem történt. Minden halad előre, és mindenki őrülten izgatott. 2015 áprilisában Lynch kijelentette, költségvetési korlát miatt nem fogja az epizódokat rendezni. 2015. május 15-én megerősítette, hogy a Showtime-mal megegyeztek, az összes részt ő fogja rendezni továbbá az eredetileg bejelentett 9 epizód helyett többet forgatnak. Seattle-ben Sherilyn Fenn és Sheryl Lee színészek kijelentették, hogy az új sorozat 18 részből fog állni, valamint Angelo Badalamenti is visszatér zeneszerzőként.

### Szereplőválogatás
2015. január 12-én Kyle MacLachlan megerősítette, hogy visszatér a szerepéhez. 2015 októberében kiderült, hogy Michael Ontkean, aki Harry S. Truman seriffet alakította, nem csatlakozik a szereplőgárdához, ugyanis visszavonult a színjátszástól, helyette Robert Forster lesz a város seriffje Frank Trumanként, Harry testvéreként. Egyébként az 1990-es sorozatban Forster vállalta Harry szerepét, azonban lecserélték Ontkeanra időegyeztetési gondok miatt. Továbbá David Duchovny is viccelődött a szerepéhez, Denise Bryson ügynökhöz való visszatérésével, mondván leborotválja majd a lábát. 2015 novemberében bejelentették, hogy Miguel Ferrer visszatér Albert Rosenfieldként, Richard Beymer Benjamin Horne-ként, míg David Patrick Kelly Jerry Horne-ként. 2015 decemberében Alicia Witt is megerősítette, hogy ismét eljátssza Gersen Haywardöt. Michael J. Andersont felkérték, hogy ismét csatlakozzon a szereplőgárdához, de elutasította.
Russ Tamblyn 2014 végén bypassműtéten esett át, és még mindig lábadozott 2015-ben, de Lynch és Frost remélték, hogy csatlakozik az új évad szereplőgárdájához, amit később meg is erősítettek. Catherine E. Coulson, aki az új sorozatban ismét Margaret Lanterman bőrébe bújt, 2015. szeptember 28-án elhunyt. Utolsó jelenetét halála előtt négy nappal forgatták.
A sorozat első előzetesét 2015 decemberében adták ki, amely megerősítette Michael Horse visszatérését. 2016 januárjában kiderült, hogy Sherilyn Fenn ismét eljátssza Audrey Horne szerepét. 2016 februárjában Lynch megerősítette, hogy Gordon Cole bőrébe bújik. Lynch gyakori közreműködője, Laura Dern is csatlakozott a szereplőgárdához egy szupertitkos, kulcsfontosságú karakterként. 2016 áprilisában nyilvánosságra hozták a színészek teljes, 217 fős listáját, melyben a visszatérő szereplőket csillaggal jelölték. Mary Reber, aki Alice Tremondot játszotta a fináléban, a Palmer-ház valódi tulajdonosa.
David Bowie-t felkérték, hogy bújjon Phillip Jeffries FBI-ügynök bőrébe, akit a Twin Peaks – Tűz, jöjj velem! című filmben játszott. Súlyosbodó egészségi állapota miatt ügyvédje azt mondta Lynchnek, elérhetetlen. Halála előtt, 2016 januárjában beleegyezett, hogy a filmbeli jeleneteit ismét felhasználják, azonban azt kérte, szinkronizálják újra egy louisianai színésszel, mivel nem volt megelégedve az akcentusával, így válogatták Nathan Frizzellt a szereplőkhöz Jeffries hangjaként. 2017. januárban Miguel Ferrer, februárban Warren Frost hunyt el, de mindketten szerepelnek az új sorozatban. Harry Dean Stanton, aki visszatért Carl Rodd szerepéhez, 2017 szeptemberében elhunyt, az utolsó epizód sugárzása után kevesebb mint két héttel.

### Folytatás
David Lynch és Mark Frost is érdekelt lenne egy újabb évad készítésében, azonban Lynch megjegyezte, hogy egy ilyen projekt nem követné azonnal a 2017-es évadot, ugyanis 4 és fél évbe telt, hogy megírják és leforgassák a harmadik évadot.

## Zene
A sorozat felhasználja Angelo Badalamenti korábbi és új kompozícióit, továbbá dark ambient zenét is szerepeltet, melyek vágását Dean Hurley és David Lynch tervezte. Felhasználásra kerültek dalok Lynch és Badalamenti 1990-es évekbeli kiadatlan projektjéből, a Thought Gangből, amelyből a Tűz, jöjj velem! két számot szerepeltet. Hurley közreműködéseit a Sacred Bones Records kiadta 2017. augusztus 6-án Anthology Resource Vol. 1 △△ címmel. Johnny Jewel Windswept című albumából néhány számot felhasználtak betétdalként, továbbá Krzysztof Penderecki Elégia Hirosima áldozatainak emlékére című művét is szerepeltetik számos jelenetben.
Angelo Badalamenti közreműködéseit a Rhino Records kiadta 2017. szeptember 8-án Twin Peaks: Limited Event Series Original Soundtrack címmel.
Számos epizódban fellépnek a Twin Peaks-i diszkóban. Az előadókat Lynch válogatta össze, például: Nine Inch Nails, Sharon Van Etten, Chromatics, és Eddie Vedder. A Rhino Records kiadott egy albumot Twin Peaks: Music from the Limited Event Series címmel 2017. szeptember 8-án, mely ezeket a dalokat tartalmazza.
| Epizód               | Előadó | Dal                                                        |
| -------------------- | --- | ---------------------------------------------------------- |
| 2. epizód 12. epizód | Chromatics (Ruth Radelet, Adam Miller, Johnny Jewel és Nat Walker)                                                | Shadow (2. epizód) Saturday (12. epizód)                   |
| 3. epizód            | The Cactus Blossoms (Jack Torrey, Page Burkum, Joel Paterson, Beau Sample és Alex Hall)                           | Mississippi                                                |
| 4. epizód 9. epizód  | Au Revoir Simone (Heather D'Angelo, Erika Forster and Annie Hart)                                                 | Lark (4. epizód) A Violent Yet Flammable World (9. epizód) |
| 5. epizód            | Trouble (Riley Lynch, Alex Zhang Hungtai, Sam Smith és Dean Hurley)                                               | Snake Eyes                                                 |
| 6. epizód            | Sharon Van Etten valamint Carolyn Pennypacker Riggs, John Phillip Irons III és Zeke Hutchins                      | Tarifa                                                     |
| 8. epizód            | Nine Inch Nails (Trent Reznor, Atticus Ross, Mariqueen Maandig, Robin Finck, Alessandro Cortini és Joey Castillo) | She's Gone Away                                            |
| 9. epizód            | Hudson Mohawke | Human                                                      |
| 10. epizód           | Rebekah Del Rio                                                                                                   | No Stars                                                   |
| 13. epizód           | James Marshall (James Hurley-ként)                                                                                | Just You                                                   |
| 14. epizód           | Lissie, valamint Eric Sullivan, Lewis Keller és Jesse Siebenberg                                                  | Wild West                                                  |
| 15. epizód           | The Veils (Finn Andrews, Sophia Burn és Uberto Rapisardi)                                                         | Axolotl                                                    |
| 16. epizód           | Eddie Vedder (Edward Louis Severson III)                                                                          | Out of Sand                                                |
| 17. epizód           | Julee Cruise valamint a Chromatics                                                                                | The World Spins                                            |

Egyéb zeneszámok, melyeket diegetikus jelleggel szerepeltettek:
- Muddy Magnolias – American Woman (David Lynch Remix)
- Dave Brubeck – Take Five
- The Paris Sisters – I Love How You Love Me
- Blunted Beatz – I Am (Old School Hip Hop Beat)
- Uniform – Habit és Tabloid
- Santo & Johnny – Sleep Walk
- Booker T. & the M.G.'s – Green Onions
- The Platters – My Prayer
- Mantovani – Charmaine
- Shawn Colvin – Viva Las Vegas
- Otis Redding – I've Been Loving You Too Long
- ZZ Top – Sharp Dressed Man

Beethoven „Holdfény”-szonátája és a Last Call David Lynchtől jelentősen lelassítva hallhatók.

## Vetítés
A Twin Peaks (2017) duplarészes premierje a Showtime-on volt látható 2017. május 21-én. A sugárzás után további két epizódot tettek elérhetővé az interneten, utána hetente egy rész került adásba. A sorozat összesen 18 epizódból áll. A vetítés 2017. szeptember 3-án ért véget egy dupla részes finálé keretében.
Magyarországon az HBO vásárolta meg a harmadik évad sugárzási jogait az eredeti sorozattal együtt. Az amerikai premierrel egy időben tűzte műsorra az epizódokat helyi idő szerint másnap hajnali 03:00-kor, majd az epizódokat feliratozás után még aznap levetítette. Magyar szinkronnal először 2017 októberében került adásba az HBO 3-on, azonban az HBO GO korábban lejátszhatóvá tette magyarul az epizódokat.

## Szereplőgárda
- Kyle MacLachlan (Seress Zoltán[a]) mint:
  - Dale Cooper különleges ügynök[59][60][61]
  - Cooper alteregója („Mr. C”)[62][63]
  - Douglas „Dougie” Jones[63]

Twin Peaks
- Jay Aaseng mint részeg férfi[33]
- Mädchen Amick (Kökényessy Ági[b]) mint Shelly Johnson[59][60]
- Elizabeth Anweis (Tamási Nikolett) mint Abbie
- Dana Ashbrook (Lippai László[b]) Bobby Briggs seriffhelyettes[59][60]
- Phoebe Augustine[c] mint Ronette Pulaski
- Richard Beymer (Kertész Péter[d]) mint Benjamin Horne[27][60]
- Gia Carides mint Hannah[33]
- Vincent Castellanos mint Federico[33]
- Michael Cera (Molnár Levente) mint Wally „Brando” Brennan[33]
- Joan Chen mint Josie Packard[e]
- Candy Clark (Menszátor Magdolna) mint Doris Truman[64]
- Scott Coffey mint Trick[33]
- Catherine E. Coulson[f] mint Margaret Lanterman, a „tuskóhölgy”[33][60]
- Grace Victoria Cox mint Charlotte[33]
- Jan D'Arcy (Menszátor Magdolna[b]) mint Sylvia Horne[59][60]
- Eric Da Re mint Leo Johnson[e]
- Ana de la Reguera mint Natalie[65]
- Hugh Dillon mint Tom Paige[65]
- Eamon Farren (Orosz Ákos) mint Richard Horne[33]
- Sherilyn Fenn (Kiss Erika[b]) mint Audrey Horne[59][60]
- Sky Ferreira mint Ella[33]
- Robert Forster (Borbiczki Ferenc) mint Frank Truman seriff[25]
- Mark Frost mint Cyril Pons
- Warren Frost[f] (Bezerédi Zoltán[a]) mint Dr. Will Hayward[60][66]
- Balthazar Getty (Láng Balázs) mint Red[67]
- Harry Goaz (Gubányi György István[a]) mint Andy Brennan seriffhelyettes[59][60]
- Grant Goodeve mint Walter Lawford[59]
- Andrea Hays mint Heidi[33][60]
- Gary Hershberger mint Mike Nelson[59][60]
- Michael Horse (Sörös Sándor[b]) Tommy „Sólyom” Hill vezető seriffhelyettes[59][60]
- Caleb Landry Jones mint Steven Burnett[59]
- Ashley Judd (Orosz Anna) mint Beverly Paige[66]
- David Patrick Kelly (Beregi Péter) mint Jerry Horne[59][60]
- Piper Laurie mint Catherine Martell[e]
- Jane Levy (Nemes Takách Kata) mint Elizabeth[33]
- Peggy Lipton (Tallós Rita[a]) mint Norma Jennings[59][60]
- Sarah Jean Long mint Miriam Sullivan[59]
- Riley Lynch mint Bing
- Shane Lynch mint Megan
- James Marshall (Kerekes József[b]) mint James Hurley[59][60]
- Everett McGill (Jakab Csaba) mint nagy Ed Hurley[59][60]
- Clark Middleton mint Charlie[33]
- Moby mint zenész
- Jack Nance[f] mint Pete Martell[e]
- Walter Olkewicz (Schneider Zoltán) mint Jacques Renault[c] és Jean-Michel Renault[33][60]
- John Pirruccello (Turi Bálint) mint Chad Broxford seriffhelyettes
- Mary Reber mint Alice Tremond[33]
- Kimmy Robertson (Dudás Eszter[b]) mint Lucy Brennan[59][60]
- Wendy Robie (Rák Kati[b]) mint Nadine Hurley[59][60]
- Eric Rondell mint Johnny Horne
- Marvin Rosand[f] mint Toad[33][60]
- Rod Rowland mint Chuck[33]
- Amanda Seyfried (Molnár Ilona) mint Rebecca (Becky) Burnett[68]
- Harry Dean Stanton mint Carl Rodd[59][60]
- JR Starr mint MC[33]
- Charlotte Stewart (Bessenyei Emma[b]) mint Betty Briggs[59][60]
- Emily Stoflemint Sophie
- Jessica Szohr mint Renee[69]
- Russ Tamblyn (Bezerédi Zoltán[a]) mint Lawrence Jacoby[33][60]
- Jodi Thelen mint Maggie Brown[33]
- Lauren Tewes mint Gersten szomszédja[33]
- Jake Wardle mint Freddie Sykes[33]
- Alicia Witt mint Gersten Hayward[28][60]
- Karolina Wydra mint Chloe[33]
- Charlyne Yi mint Ruby[33]
- Grace Zabriskie (Bánsági Ildikó[b]) mint Sarah Palmer[59][60]

Kormányzat
- Chrysta Bell (Andrusko Marcella) mint Tammy Preston FBI-ügynök[33]
- Richard Chamberlain mint Bill Kennedy[33]
- Laura Dern (Bertalan Ágnes) mint Diane Evans[33]
- David Duchovny (Rékasi Károly[g]) Denise Bryson FBI-igazgató[26][60]
- Jay R. Ferguson mint Randall Headley különleges FBI-ügynök[33]
- Miguel Ferrer[f] (Áron László[a]) mint Albert Rosenfield FBI-ügynök[59][60]
- Ernie Hudson (Vass Gábor) mint Davis ezredes[33]
- David Lynch (Reviczky Gábor[b]) mint Gordon Cole FBI-igazgató-helyettes[37][60]
- Adele René mint Cynthia Knox hadnagy[33]
- Owain Rhys-Davies mint Wilson ügynök[33]

Las Vegas
- Alon Aboutboul mint a költöztető[33]
- Joe Adler mint Roger
- Tammie Baird (Farkasinszky Edit) mint Lorraine[33]
- Jim Belushi (Forgács Gábor) mint Bradley Mitchum
- John Billingsley mint Ben doktor[33]
- Ronnie Gene Blevins mint Tommy[33]
- Wes Brown mint Darren[33]
- Juan Carlos Cantu mint Reynaldo
- Larry Clarke (Cs. Németh Lajos) mint T. Fusco nyomozó[33]
- Jonny Coyne mint a lengyel könyvelő[33]
- Giselle Damier mint Sandie[33]
- David Dastmalchian mint Warrick[70]
- Jeremy Davies mint Jimmy[33]
- Eric Edelstein mint Fusco nyomozó[33]
- John Ennis mint a játékgépező férfi[33]
- Josh Fadem (Fekete Zoltán) mint Phil Bisby[33]
- Rebecca Field a másik anya[33]
- Patrick Fischler (Kovács Gellért) mint Duncan Todd[70]
- Meg Foster mint a pénztáros[33]
- Pierce Gagnon mint Sonny Jim Jones[33]
- Hailey Gates mint a kábítószerfüggő anya[71]
- Brett Gelman mint Burns ellenőr[33]
- Ivy George mint az ötéves lány
- Robert Knepper (Kőszegi Ákos) mint Rodney Mitchum
- David Koechner mint D. Fusco nyomozó[33]
- Jay Larson mint a limuzinsofőr[33]
- Andrea Leal mint Mandie[33]
- Bellina Logan mint a doktornő[h][33]
- Josh McDermitt mint a bölcs fickó[33]
- Don Murray (Perlaki István) mint Bushnell Mullins[33]
- Sara Paxton mint Candy Shaker[33]
- Linda Porter (Kassai Ilona) mint a szerencsejátékfüggő hölgy
- Elena Satine mint Rhonda[33]
- John Savage (Csankó Zoltán) mint Clark nyomozó[33]
- Amy Shiels mint Candie[37]
- Tom Sizemore (Háda János) mint Anthony Sinclair[37]
- Bob Stephenson mint Frank[33]
- Ethan Suplee (Schneider Zoltán) mint Bill Shaker[33]
- Sabrina S. Sutherland mint Jackie a kaszinóból
- Naomi Watts (Kisfalvi Krisztina) mint Janey-E Jones[37]
- Nafessa Williams (Szilágyi Csenge) mint Jade[33]
- Christophe Zajac-Denek mint szúrós Ike Stadtler[33]

Dél-Dakota
- Jane Adams (Báthory Orsolya) mint Constance Talbot[33]
- Brent Briscoe (Várkonyi András) mint Dave Macklay nyomozó[33]
- Bailey Chase (Makranczi Zalán) mint Don Harrison nyomozó[72]
- James Croak mint Robby
- Kathleen Deming mint Buella
- Neil Dickson mint George Bautzer[33]
- George Griffith (Pavletits Béla) mint Ray Monroe[59]
- Cornelia Guest (Takács Andrea) mint Phyllis Hastings[33]
- Nicole LaLiberte (Osváth Judit) mint Darya[33]
- Jennifer Jason Leigh (Csere Ágnes) mint Chantal Hutchens[73]
- Matthew Lillard (Janicsek Péter) mint William Hastings[33]
- Karl Makinen mint Randy Hollister felügyelő
- Bérénice Marlohe mint a francia nő[33]
- James Morrison mint Warden Dwight Murphy[33]
- Christopher Murray mint Olson rendőr[33]
- Max Perlich mint Hank[33]
- Tim Roth (Epres Attila) mint Gary „Hutch” Hutchens[33]
- Mary Stofle mint Ruth Davenport
- Redford Westwood (Reviczky Gábor) mint Otis

Természetfeletti
- Phoebe Augustine mint az „amerikai lány”[c][33][60]
- Monica Bellucci (Létay Dóra) mint önmaga[33]
- David Bowie[f] mint Phillip Jeffries[e][33]
  - Nathan Frizzell (Czvetkó Sándor) mint Phillip Jeffries hangja[74]
- Robert Broski mint a „favágó”[33]
- Don S. Davis[f] mint Garland Briggs őrnagy[e][75]
- Erica Eynon mint a „kísérlet”[33]
- Sheryl Lee (Détár Enikő) mint Laura Palmer[59][60]
- Joy Nash mint Señorita Dido[33]
- Carlton Lee Russell mint az ”ugráló ember”[33][60]
- Frank Silva[f] mint gyilkos BOB[e][76]
- Malachy Sreenan mint nagymellű nő[33]
- Al Strobel (Sinkovits-Vitay András[b]) mint MIKE[59][60]
- Carel Struycken (Melis Gábor) mint a „tűzoltó”[i][33][60]
- Ray Wise (Szersén Gyula[b]) mint Leland Palmer[59][60]
- Nae Yuuki mint Naido[33]

Michael J. Anderson nem vállalta újra szerepét, így egy faalakú CGI-lény helyettesíti. Megszólaltatója ismeretlen, magyar hangja Halász Aranka.
Egyéb
New York
- Michael Bisping mint a biztonsági őr[33]
- Benjamin Rosenfield (Czető Roland) mint Sam Colby[33]
- Madeline Zima (Kis-Kovács Luca) mint Tracey Barberato[33]

Új-Mexikó, 1956
- Leslie Berger mint az új-mexikói feleség[33]
- Cullen Douglas mint a rádiós lemezlovas[33]
- Tikaeni Faircrest mint a lány[j][33]
- Tad Griffith mint az új-mexikói férj[33]
- Xolo Mariduena mint a fiú[33]
- Tracy Philips mint a recepciós[33]

Montana
- Frank Collison mint Muddy[33]
- Derek Mears mint Renzo[33]

Odessa
- Matt Battaglia mint a 3. cowboy[33]
- Francesca Eastwood mint Kristi, a pincérnő[33]
- Heath Hensley mint az 1. cowboy[33]
- Rob Mars mint a 2. cowboy[33]
- Sheryl Lee (Détár Enikő) mint Carrie Page

Magyar szinkron
A magyar változatot az SDI Media Hungary készítette.
- Felolvasó: Bozai József
- Magyar szöveg: Blahut Viktor és Vass Augusztina
- Hangmérnök: Weichinger Kálmán
- Vágó: Kránitz Bence
- Gyártásvezető: Németh Piroska
- Produkciós vezető: Szép Erzsébet
- Szinkronrendező: Dezsőffy Rajz Katalin

Jegyzetek
1. 1 2 3 4 5 6  Az eredeti sorozat magyar hangjai közül sokan a folytatás szinkronizálásáig elhunytak. Ezek a színészek őket helyettesítik.
2. 1 2 3 4 5 6 7 8 9 10 11 12 13  Ezek a színészek visszatérők, az eredeti sorozat magyar változatában is hallhatók.
3. 1 2 3  Ezek a színészek feltűnnek korábban rögzített felvételekben, azonban az újonnan rögzítettekben más szerepet kaptak.
4. ↑  Eredeti magyar hangja, Szokolay Ottó egészségi gondjai miatt, mely 2018 májusában bekövetkezett halálához vezetett, nem vállalta a szerepet.
5. 1 2 3 4 5 6 7  Korábban rögzített felvételek.
6. 1 2 3 4 5 6 7 8  Ezek a színészek a sorozat vetítéséig elhunytak. Az aktuális rész stáblistája megemlékezik róluk.
7. ↑  „Már más is kérdezte tőlem, hogy miért választottam Hirtling István helyett Rékasi Károlyt, de csak azt tudom mondani, hogy ezt egyszerűen felülírta a történelem” – Dezsőffy Rajz Katalin, a szinkronrendező
8. ↑  Az eredeti sorozatban Logan Louie „Birdsong” Budway szerepét alakította.
9. ↑  A karakter nevét nem fedték fel a 14. epizódig. Struycken szerepét az eredeti sorozatban „Az óriásnak” hívták.
10. ↑  Mark Frost regénye, a Twin Peaks – Az utolsó dosszié felfedi, hogy ez a lány a fiatal Sarah Palmer.

## Fogadtatás

### Kritikai fogadtatás
Az első két epizódot a kritikusok pozitívan fogadták. A Rotten Tomatoes 94%-ra értékelte, és egy 10-es skálán átlagosan 7,75-re pontozta 71 vélemény alapján. Az oldal kritikus konszenzusa szürreálisnak, feszültséggel telinek és vizuálisan lenyűgözőnek vélik az új Twin Peakset, mely David Lynch számára auteurista diadal. A Metacritic a Twin Peaksnek 26 vélemény alapján 100-ból 74 pontot adott.
Sonia Saraiya a Varietytől úgy véli, a Twin Peaks (2017) furcsa, ijesztő és lassú, de mégis érdekes. A műsor makacsul elutasítja a hagyományos történetmesélést és normákat, így sem egészen film, és sem egészen tévésorozat. Nem különösebben szórakoztató nézni, sőt egészen nyugtalanító lehet. De sosem érezhető, hogy fantázia– vagy szándékmenteset nézünk. Lynch elképzelése annyira teljes és abszolút, hogy képes megvalósítani olyat, ami egyébként nem lenne elfogadható.
Daniel Fienberg a The Hollywood Reportertől úgy gondolja, a dolog, ami meglepte, hogy a premier viszonylag hathatós volt, de kihangsúlyozta azt, hogy „viszonylag”. Amit vasárnap bemutattak, olyan elfogadhatóan ijesztő, nyugtalanító és merészen vicces volt, mint az eredeti Twin Peaks legjobb részei, és közel sem olyan hallucinogén és szubtextuálisan desztillált, mint a Tűz, jöjj velem! előzményfilm. Fienbeg szerint nyilvánvaló, hogy ez a Twin Peaks egy 18 órás egység. Nem volt észrevehető váltás a két epizód között, ha a stáblista kimaradt volna, a harmadik epizóddal is észrevétlenül folytatódhatott volna. Ez nem egy epizodikus sorozat, hanem valami más.
Emily L. Stephens a The A.V. Clubtól ötösre értékelte a sorozatot, és azt írta, hogy a kétórás premier értékelésén két ember borzasztó nehezen egyezhet meg részben azért, mert a vélemények függnek attól, hogy mit várt a néző a harmadik évadtól. „Ha abban reménykedtél, hogy a folytatás néha campszerű, néha hangulatosan humoros lesz, mint a Twin Peaks eredeti két évada, akkor ez a premier sokkoló lehetett. Viszont, ha a műfajok egykor döcögős, ma már ismert keverését vártad, akkor... nos, ez nem az.” Stephens a kétórás bemutatót „tiszta Lynch-féle horrornak” nevezte.
A 2017-es cannes-i filmfesztiválon Lynch levetítette a sorozat kétórás premierjét, melyet a közönség ötperces álló ovációval fogadott.
Sean T. Collins a Rolling Stone-tól úgy gondolja, hogy a folytatás a valaha volt legúttörőbb sorozat, továbbá dicsérte az egyedi, összetett cselekményszálakat, a színészek teljesítményét, különösen Kyle MacLachlanét. Matt Zoller Seitz a Vulture-től úgy vélte, hogy a sorozat a Maffiózók óta a legeredetibb és legnyugtalanítóbb sikeres tévédráma. Matt Fowler 10-ből 8,8 pontot adott a sorozatnak, és az IGN-nek azt nyilatkozta, hogy a Twin Peaks olyan  igazi művészi erővel tért vissza, mely kihívta az összes általunk ismert történetmesélő hagyományt. Továbbá a Sight & Sound magazin a Tűnj el! c. thriller után az év második legjobb, míg a Cahiers du cinéma magazin az év legjobb „filmjének” nevezte a 2017-es Twin Peakset. A Metacritic 2017 második legjobb sorozatának nevezte, míg 20 jelentős folyóirat az év legjobb sorozatának minősítette.

### Elismerések
| Év   | Díjátadó                             | Kategória                                                                   | Jelölt | Eredmény | Forrás        |
| ---- | ------------------------------------ | --------------------------------------------------------------------------- | --- | -------- | ------------- |
| 2018 | Art Directors Guild Awards           | Egyórás kortárs egykamerás televíziós sorozat                               | Ruth De Jong | Jelölve  | [ 91 ]        |
| 2018 | Cinema Audio Society Awards          | Kiemelkedő teljesítmény hangvágásban – televíziós filmben vagy minisorozat  | Douglas Axtell, Ron Eng, Dean Hurley                                                                                    | Jelölve  | [ 92 ]        |
| 2018 | Dorian Awards                        | Az év tévédrámája                                                           | Twin Peaks (2017) | Jelölve  | [ 93 ]        |
| 2018 | Dorian Awards                        | Az év tévés teljesítménye – színész kategória                               | Kyle MacLachlan | Elnyerte | [ 93 ]        |
| 2018 | Golden Globe-díj                     | Legjobb alakítás televíziós minisorozatban vagy tévéfilmben                 | Kyle MacLachlan | Jelölve  | [ 94 ]        |
| 2018 | Golden Reel Awards                   | Kiemelkedő teljesítmény hangvágásban – epizóformátum                        | David Lynch, Dean Hurley                                                                                                | Jelölve  | [ 95 ]        |
| 2018 | Szaturnusz-díj                       | Legjobb televíziós műsor                                                    | Twin Peaks (2017) | Elnyerte | [ 96 ] [ 97 ] |
| 2018 | Szaturnusz-díj                       | Legjobb televíziós színész                                                  | Kyle MacLachlan | Elnyerte | [ 96 ] [ 97 ] |
| 2018 | Szaturnusz-díj                       | Legjobb televíziós férfi mellékszereplő                                     | Miguel Ferrer (posztumusz)                                                                                              | Jelölve  | [ 96 ] [ 97 ] |
| 2018 | Szaturnusz-díj                       | Legjobb televíziós vendégszereplő                                           | David Lynch | Elnyerte | [ 96 ] [ 97 ] |
| 2018 | Szaturnusz-díj                       | Legjobb televíziós műsor DVD-n                                              | Twin Peaks: A Limited Event Series                                                                                      | Jelölve  | [ 96 ] [ 97 ] |
| 2018 | TCA-díj                              | Kiemelkedő teljesítmény filmben, minisorozatban és különkiadásban           | Twin Peaks (2017) | Jelölve  | [ 98 ]        |
| 2018 | 70. Primetime Emmy-díj               | Legjobb forgatókönyv – minisorozat, film vagy drámai különkiadás            | David Lynch és Mark Frost                                                                                               | Függőben | [ 99 ]        |
| 2018 | 70. Primetime Emmy-díj               | Legjobb rendezés – minisorozat, film vagy drámai különkiadás                | David Lynch | Függőben | [ 99 ]        |
| 2018 | 70. Primetime Creative Arts Emmy-díj | Kiemelkedő látványtervezés egy narratív kortárs műsorban (legalább egyórás) | Ruth De Jong, Cara Brower, Florencia Martin                                                                             | Függőben | [ 100 ]       |
| 2018 | 70. Primetime Creative Arts Emmy-díj | Kiemelkedő operatőr egy minisorozatban vagy filmben                         | Peter Deming a 8. epizódért                                                                                             | Függőben | [ 100 ]       |
| 2018 | 70. Primetime Creative Arts Emmy-díj | Kiemelkedő egykamerás vágás egy minisorozatban vagy filmben                 | Duwayne Dunham a 8. epizódért                                                                                           | Függőben | [ 100 ]       |
| 2018 | 70. Primetime Creative Arts Emmy-díj | Kiemelkedő hajformázás egy minisorozatban vagy filmben                      | Clare M. Corsick, Bryn Leetch                                                                                           | Függőben | [ 100 ]       |
| 2018 | 70. Primetime Creative Arts Emmy-díj | Kiemelkedő smink egy minisorozatban vagy filmben (nem prosztetikus)         | Debbie Zoller, Richard Redlefsen                                                                                        | Függőben | [ 100 ]       |
| 2018 | 70. Primetime Creative Arts Emmy-díj | Kiemelkedő hangvágás egy minisorozatban, filmben vagy különkiadásban        | Ron Eng, Dean Hurley, David Lynch, David A. Cohen, Kerry Dean Williams, Luke Gibleon, Willard Overstreet a 8. epizódért | Függőben | [ 100 ]       |
| 2018 | 70. Primetime Creative Arts Emmy-díj | Kiemelkedő hangkeverés egy minisorozatban vagy filmben                      | Ron Eng, Dean Hurley, Douglas Axtell a 8. epizódért                                                                     | Függőben | [ 100 ]       |